# 웰스 매니지먼트
웰스 매니지먼트(wealth management)는 부유층부터 고액순자산 보유자(HNW), 초고액자산 보유자(UHNW)에 이르기까지 다양한 고객에게 재무관리 및 자산자문 서비스를 제공하는 투자 자문 서비스이다. 개인 및 가족의 가치가 있다. 이는 부의 성장, 보존 및 보호를 돕기 위해 부를 구조화하고 계획하는 동시에 세금 효율적인 방식으로 가족의 희망에 따라 부를 가족에게 전달하는 학문이다. 웰스 매니지먼트는 세금 계획, 부의 보호, 유산 계획, 승계 계획, 가족 거버넌스를 함께 제공한다.

## 개인 웰스 매니지먼트
개인 웰스 매니지먼트는 고액자산가들이 추구하는 것이다. 일반적으로 여기에는 다양한 자산 계획 수단의 사용, 사업 승계 또는 스톡 옵션 계획, 대규모 주식에 대한 헤징 파생상품의 간헐적인 사용에 대한 조언이 포함된다.
전통적으로 투자 회사의 가장 부유한 소매 고객은 일반 고객보다 더 높은 수준의 서비스, 제품 제공 및 판매 인력을 요구했다. 최근 부유한 투자자의 수가 증가함에 따라 전 세계적으로 정교한 금융 솔루션과 전문 지식에 대한 수요가 증가하고 있다.

## 같이 보기
- 프라이빗 뱅킹
- 로보 어드바이저